# معركة الحياة (رواية)
معركة الحياة (the battle of life) هي رواية قصيرة للروائي والأديب البريطاني تشارلز ديكنز اصدرها عام 1846 تعد هذه الرواية قصة حب مختلفة عن القصص الأخرى أذ أنها تحاكي مواضيع مثل الأخوّة والصداقة والإيثار والتضحية والعائلة
و لها العديد من الأهداف السامية ولم يتبع تشارلز ديكنز نفس النمط التقليدي في باقي أعماله في هذا العمل إذ أنه غالباً ما كان يجعل شخصياته تعيش الفقر والبؤس والكفاح وينتهي بها الأمر إلى السعادة. لكن هذا العمل كان مختلف فلم يتطرق ديكنز الذي

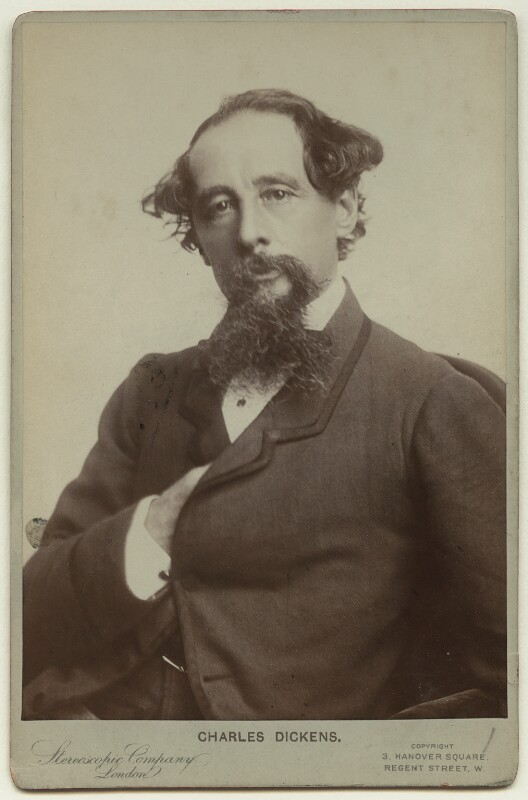
تشارلز ديكنز مؤلف معركة الحياة

لطالما أعتدنا على رسائله التي تكون منتقدة للطبقية في المجتمع الأنكليزي الرأسمالي ولكن في هذا العمل لقد قدم رسائلاً أخرى حول الإيثار والتضحية للعائلة.

## ملخص الرواية

### الفصل الأول
كان هنالك أرض حصلت عليها معركة طاحنة حتى صارت ممتلأة بالجثث وبعد مرور السنين بعد هذه المعركة غطت الأتربة أجساد الجنود وسكن الأرض اهلها وزرعوا فيها المحاصيل وأصبحت المعركة اسطورة
تحكيها العجائز إلى صغارهم كان هنالك عائلة مكونة من أب يدعى دكتور جيدلر وهو فيلسوف له فلسفة خاصة عن هذا العالم فكان يعتبره مزحة وأضحوكة كان يشبه عالمنا بالمسرحيات الهزلية وهذه كانت هي
فلسفته حول العالم ولديه أبنتان هما ماريون وغرايس وآلفريد الذي عاش تحت سقفه وهو الآن أصبح رجلاً شاباً والسيد سنيتجي والسيد كراكز الذان كانا محاميان صديقان للدكتور جيدلر والخادمان لعائلة جيلدر
هما كليمنسي نيوكام وبينجامين برايتين تبدأ بأعداد سفرة للعائلة من قِبل كليمنسي وتتجمع العائلة مع الصديقان المحاميان وآلفريد وكان الدكتور جيدلر يخطط كي يزوج أبنته ماريون بآلفريد بعد أن يكمل دراسته و
يصبح طبيباً وعند رحيل آلفريد لم تنظر ماريون اليه وظلت جامدة التعابيرة محتضنتها أُختها غرايس. ذهب آلفريد لأكمال دراسته.

### الفصل الثاني
كان المحاميان سيد كراكز وسيد سنيتجي أشبه بالأخوان أكثر من كونهما صديقان كانا يعملان في نفس المكتب. ذات يوم زارهم رجل يدعى (مايكل واردن) وكان قد خسر أمواله بأكملها وكل أملاكه اما بددت
أو رُهنت أو صُدِرت وهو كان حبيب ماريون القديم كان يود أن يأخذها ليتزوجها وكان مُصِر بأنها تحبه فقال هذا للمحاميان قال لهم بأن ماريون ستصبح بعد زواجه بفترة محددة غنية وأنه سيعيد كل أمواله واملاكه
مع أنه كان من الخطر عليه أن يبقى في لندن بالحتى بقائه في المملكة المتحدة خطر فقد كان مديون وعليه السفر بعد أن كلم المحاميان خرج العميل مايكل واردن وخرج المحاميان من المجلس وأصبح المكان مظلماً
كظلام القضية أو كظلام القانون على حد تعبير ديكنز. بعدها تنتقل القصة إلى منزل الدكتور جيدلر في الأوركيد حيث كانت كليمنسي وبرايتين يتحدثان ويتبادلان الكلام وكان من الواضح أنهما يحبان بعضهما كان
هذا في منتصف الليل حيث سمع برايتين صوت حركة لأحد ما فخرجت كليمنسي لتبحث فوجدت ماريون فقالت لها ماريون: هناك شخص ما في الخارج يتوجب علي مقابلته والحديث معه الليلة مايكل واردن بالله
عليك تراجع ليس الآن. ثم أئتمنت ماريون سرها على كليمنسي وخرجت ماريون وقابلت مايكل واردن. وكانت كليمنسي حزينة ومنهارة لذلك لأنها تعلم أن ماريون هي مخطوبة لآلفريد ومن المخطط له أن
يتزوجها عند قدومه بعد أكمال دراسته. بعدها أكملت ماريون لقائها بواردن. بعدها بفترة زمنية جائت رسالة إلى دكتور جيلدر يقول فيها آلفريد بأنه سيعود وطلب من دكتور جيلدر أن يجعلها مفاجئة لماريون
لكن دكتور جيلدر كان يفضل أن لا يجعلها مفاجئة فأبلغ غرايس وماريون. ماريون كانت تبدو خزينة وهي تقرأ كتاب لأختها وأباها فلم تكن فرحة. وبعدها قرر الدكتور جيلدر أن يقيم حفلاً بمناسبة حضور آلفريد
فأقام الحفل وحضر المحاميان وزوجاتهم وحضر الجميع وكانوا فرحين بأنتظار آلفريد خاصتاً دكتور جيلدر وصل آلفريد ودخل الحفل وأتجه ليبحث عن ماريون فجأة ظهرت له كليمنسي وكانت تبكي فلم تدعه يدخل
غرفتها ثم هرعت غرايس نحو الباب فأحتضنها آلفريد وقال لها: ماذا هل هي ميتة. صرخت كليمنسي ثم جاء الجميع حوله وعرفوا منه أن ماريون قد هربت ورحلت عنه.

### الفصل الثالث
بعد ستة سنوات من ليلة عودة آلفريد. كان هنالك قرية مكتوبٌ عليها مبشره الجوز ملك لبينجامين برايتين وكان متزوجاً من كليمنسي نيوكام فجلسوا ليتناولوا الطعام فأتاهم رجلٌ غريب فتكلم معهم وسألهم عن عائلة جيلدر
فقالت له كليمنسي الكثير فأبلغته بأن دكتور جيلدر حزن على ابنته لكنه الآن أفضل فصار يتحدث عنها وبأن غرايس تزوجت من آلفريد في نفس يوم عيد ميلاد ماريون وهم الآن سعيدان. وبعدها أكتشفوا بأن هذا الرجل
هو مايكل واردن. وتكلم معهم أيضاً المحامي سنيتجي وعلمنا حينها بأن المحامي الآخر سيد كراكز قد توفي. لقد طلبت كليمنسي من واردن بأخذه إلى غرايس وآلفريد. تنتقل القصة إلى غريس وآلفريد فتكلما ثم بعدها
حكت غرايس إلى آلفريد خطاب ماريون بأنها ذهبت لتترك آلفريد لأختها ولا تتزوجه هي بالأختها لأنه كانت أختها غرايس التي كانت دوماً حنوناً على ماريون وكانت تعوضها عن أمها التي أفتقدتها. فهي كانت تحب آلفريد
لذا فضلت أختها على نفسها وهاجرت لست سنوات ليكون آلفريد زوجاً لأختها غرايس. ثم بعدها في نفس اليوم يوم ميلاد ماريون عادت ماريون إلى أختها وأحتضنتها وجاءت العمة مارثا عمة غرايس وماريون ثم جاءوا
بعدها كليمنسي وبرايتين ومايكل واردن ودكتور جيلدر. وقالت العمة مارثا بأن ماريون كانت تسكن معها في منزلها. وأعتذر واردن من عائلة جيلدر وبعدها تزوجا مايكل واردن وماريون وعاش الجميع بسعادة.

## وصلات خارجية
- The Battle of Life at أرشيف الإنترنت.

كتاب مجاني: The Battle of Life على مشروع غوتنبرغ
- The Battle of Life public domain audiobook at LibriVox
- معركة الحياة - نسخة بصيغة html سهلة البحث.
- معركة الخياة - نسخة بصيغة html سهلة القراءة.